# Чернин, Оттокар
Оттокар Чернин фон унд цу Худениц (нем. Ottokar Theobald Otto Maria Graf Czernin von und zu Chudenitz; 26 сентября 1872, Дымокуры, Богемия — 4 апреля 1932, Вена) — австро-венгерский дипломат и государственный деятель, граф.

## Биография

### Формирование карьеры
Происходил из древнего чешско-немецкого аристократического рода Черниных.
Был вторым из семи детей своих родителей. Его младший брат Отто также был дипломатом и занимал должность посланника в Софии во время Первой мировой войны.
Изучал право в Немецком университете Праги. В 1895 г. вступил на дипломатическую службу и был отправлен в Париж. В 1899 г. был переведён в посольство в Гааге. Из-за лёгочного заболевания был вынужден прервать карьеру.
В 1903—1913 гг. депутат богемского ландтага от Объединения верных конституции крупных землевладельцев, затем от Германской народной партии. С 1912 г. член верхней палаты рейхсрата. Стал близким советником эрцгерцога Франца Фердинанда, по поручению которого вернулся на дипломатическую службу и занял пост посла в Румынии. Его целью было прозондировать позиции Румынии на предмет её отношения к союзу с Германией и Австро-Венгрией. Чернин предлагал привлечь Румынию на свою сторону, гарантировав ей территории Трансильвании и Буковины, но этот план не был осуществлён из-за противодействия венгерского лобби.

### Первая мировая война
В конце 1916 г. взошедший на престол император Карл I назначил Чернина министром иностранных дел. В этой должности последний принял участие 17-18 марта 1917 г. в австро-германской конференции о целях Первой мировой войны. Деятельность Чернина во многом регулировалась его убеждениями, сформировавшимися под влиянием австрийского абсолютизма, при этом он плохо представлял реальную силу Австро-Венгрии, особенно в сравнении с Германией, и переоценивал возможности политического влияния на последнюю. Впоследствии, осознав это, Чернин в феврале 1918 г. оказывал давление на императора, предлагая заменить гражданский кабинет военной диктатурой. Австрийский политик Йозеф Редлих называл Чернина «человеком семнадцатого века, который не понимает времени, в котором живёт». Кроме того, несмотря на постоянно подчёркиваемую лояльность Германии, Чернин вынашивал проект сепаратного мира с Антантой, который позволил бы Австро-Венгрии сохранить территориальную целостность, и даже пытался вести по этому поводу переговоры с правительствами стран Антанты. Информация об этих переговорах была обнародована Жоржем Клемансо, что привело к отставке Чернина.
В 1917—1918 гг. возглавлял австро-венгерские делегации на переговорах о заключении сепаратных мирных договоров с УНР, РСФСР и Румынией.

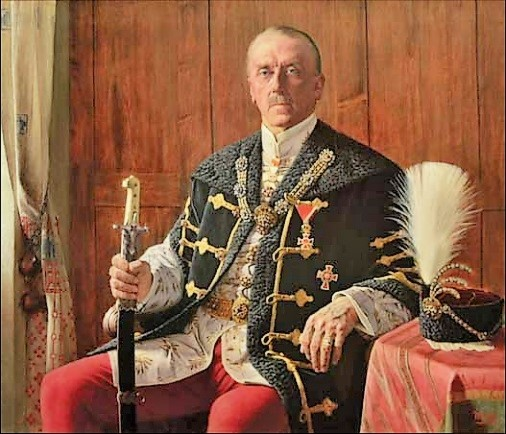
Оттокар Чернин

### После войны
После распада Австро-Венгрии потерял своё имущество в Богемии, что заставило его перебраться в Зальцкаммергут. В 1920—1923 гг. депутат Национального совета Австрии от демократов.

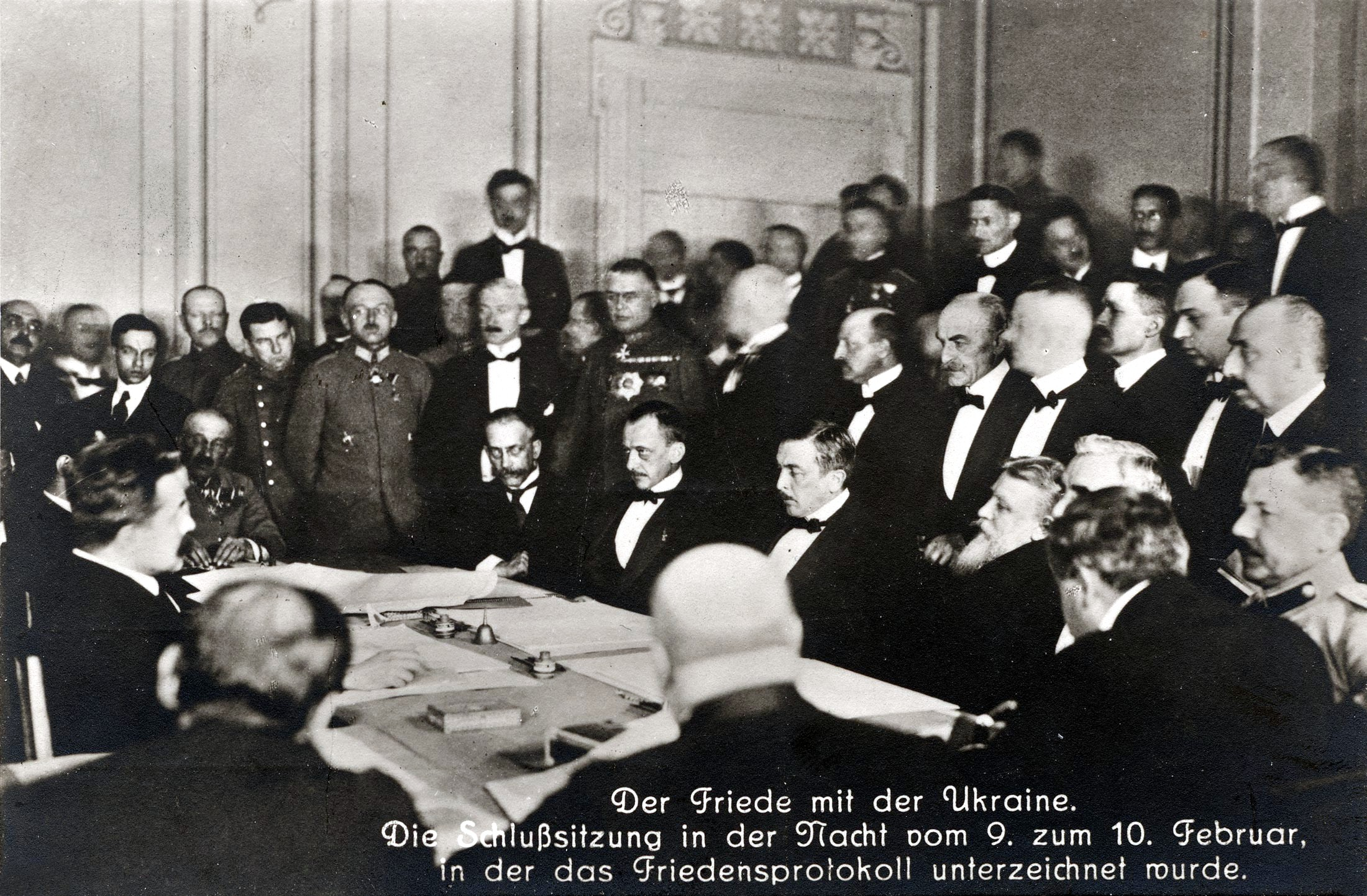
Заключение Брестского мира с УНР, февраль 1918 г. В центре второй слева — Оттокар Чернин

Умер в Вене.

## Брак и дети
1 июля 1897 года в Гержманове-Местце он женился на графине Марии Кински (30 мая 1878 — 19 июля 1945), дочери Фердинанда Бонавентуры Кински. В этом союзе родилось шестеро детей:
- Теобальд (29 апреля 1898, Винорж – 14 мая 1975, Вена), жена - Маргарете Раус (1909-1998)
- Мария Анна (2 декабря 1899, Париж – 28 августа 1965, Бад-Аусзе) муж Ян Адольф фон Лобковиц (1885-1952), сын Георга Кристиана фон Лобковица, 5 детей
- Фердинанд (25 ноября 1903, Гержманув-Местец – 1965, Нью-Йорк), первый брак -  Беатрикс Мертон (1910-1987), второй брак - Хелен Мамулини (1921-2004)
- Ян (20 июня 1905, Винорж – 16 августа 1980, Зальцбург),жена - Гертруда Курмайер (1906-1980)
- Петр (25 ноября 1907, Винорж – 31 октября 1967, Вена), жена - Мелани фон Крагль (1907 – 1983)
- Виктория (21 октября 1914 г., Вена – 19 декабря 1988 г., Хосскирх). муж - Граф Карл Эрвин Гогенлоэ-Лангенбург (1903-1983), 5 детей

Благодаря своему браку он обрел родственные связи с важными личностями, его зятьями были дипломат князь Карел Кински (1858–1919), императорский придворный граф Фердинанд Винценц Кински (1866–1916), князь Франц Иосиф фон Ауэрсперг ( 1856–1938) и императорский придворный князь Альфред Монтенуово (1854–1927).

## Награды
- Королевский венгерский орден Святого Стефана (1917)
- Кавалер Ордена Золотого руна (1917)

## В массовой культуре
- Фигурирует в одном из эпизодов телесериала Хроники молодого Индианы Джонса в исполнении Кристофера Ли.
- В советском фильме «Чичерин» фигурирует в сцене подписания Брест-Литовского мирного договора.

## Сочинения
- Die neue Weltordnung. Wien : Heller, 1917.
- Ottokar Czernin über die Politik während des Weltkrieges. Wien : Perles, 1918.
- Der Kampf um den Weltfrieden. Bern : Wyss, 1918.
- Im Weltkriege. Berlin-Wien, 1919. (В русском переводе "В дни мировой войны. Мемуары министра иностранных дел Австро-Венгрии" издательство "Вече" Серия Военно-историческая библиотека, 2021)
- Erinnerungen an Graf Stefan Tißa. Budapest : Encyklopädia, 1925.
- Mein afrikanisches Tagebuch. Wien : Amalthea-Verlag, [1927].
- Брест-Литовск (Из мемуаров). Архив русской революции. Берлин, 1922. Т. 2 / Сост. И. В. Гессен.